# Live Wire
« Live Wire» es un sencillo de la banda estadounidense de glam metal, Mötley Crüe, lanzado en su álbum debut de 1981, Too Fast for Love.
El videoclip para la canción fue dirigido por los mismos miembros de la banda, mostrándolos en la tarima de un teatro exótico.
También muestra a Nikki Sixx quemándose a sí mismo y a Mick Mars escupiendo sangre.
El sencillo fue lanzado el 16 de agosto de 1982 .
En mayo de 2006, VH1 colocó a la canción en la posición #17 en su lista de las 40 canciones más grandiosas del metal.

## Apariciones en los medios
Live Wire aparece en la banda sonora de los videojuegos Brütal Legend y Tony Hawk's American Wasteland y en la película Los Ángeles de Charlie.

## Versiones
«Live Wire» ha sido versionada por otras bandas como Fozzy, Vamps, Boysetsfire y Budgust.

## Listado de pista
1. «Live Wire» - 3:14
2. «Take Me to the Top»
3. «Merry-Go-Round»

## Integrantes
- Vince Neil - voz
- Mick Mars - guitarra
- Nikki Sixx - bajo
- Tommy Lee - batería

Editado por KratosArdon.
Las 40 canciones más grandiosas del metal
- Datos: Q3835216